# Station Potsdam Charlottenhof
Station Potsdam Charlottenhof is een spoorweghalte van de Deutsche Bahn (DB) in de Duitse stad Potsdam. Het station ligt aan de westzijde van de stad op kilometer 28,23 van de spoorlijn Berlijn - Maagdenburg. 

## Geschiedenis
De halte werd op 1 oktober 1887 in gebruik genomen. In oktober 1892 diende het Königliche Eisenbahn-Betriebsamt Berlin een ontwerp in bij de superieure KED Magdeburg voor de verbetering van de vervoersomstandigheden tussen Potsdam Hbf en Wildpark. Het plan voorzag in de geleidelijke verhoging van de spoorlijn en de verhoging van de bruggen op het traject met ongeveer twee meter. Omdat de kostenraming uitging van een uitgave van ongeveer twee miljoen mark, zag de directie van het project af. Een project dat in 1898 door de stad Potsdam werd voorgesteld om de lijn in het Charlottenhof-gebied te verhogen, werd door het ministerie van Openbare Werken afgewezen vanwege een gebrek aan vraag. Tijdens de aanleg van de ringweg (Nauen - Wildpark - Treuenbrietzen) eiste de stad in 1900 opnieuw de verhoging van de lijn in het Charlottenhof-gebied en was nu bereid om 300.000 mark bij te dragen in de kosten. Het ministerie was niet principieel tegen het project, maar eiste aanvankelijk een subsidie van 540.000 mark, waarbij beide partijen het uiteindelijk eens werden over 400.000 mark. De bouw betekende ook dat de draaibruggen over de nabijgelegen Havel vervangen konden worden door vaste bovenbouw.
De nieuwe spoordijk werd voornamelijk ten zuiden van de oude lijn gebouwd, zodat de werkzaamheden konden worden voortgezet. De halte Charlottenhof moest echter op de oude locatie blijven. Daarom moest er een tijdelijk middenperron worden gebouwd, waarvoor het eerste stationsgebouw uit 1887 moest wijken. Het tijdelijke perron werd in september 1907 in gebruik genomen, waarna de grondwerkzaamheden konden beginnen. In september 1908 waren het zuidelijke deel van het nieuwe station en het spoor Magdeburg - Berlijn klaar voor gebruik. Het werk werd voltooid in de herfst van 1909.
Het stationsgebouw werd ontworpen door Ernst Schwartz. De in- en uitgang van het gebouw, dat zich onder de sporen bevond, was aan de noordkant gericht op de Luisenstraße. Achter een vestibule bevond zich het voorportaal met rechts de kassa en in het midden de bagagecontrole. De slagboom naar de perrons bevond zich aan de linkerkant, vanwaar een verbindingsgang naar de perrons leidde. In het achterste deel van het gebouw waren kantoren en toiletten voor de ambtenaren. Met het oog op de langeafstandstreinen die hier passeren, werden er twee zijperrons gebouwd, die over een lengte van ongeveer 200 meter zijn overdekt. Deze opstelling maakte het talud in zijn geheel smaller, zodat de ruimtes beter verlicht konden worden. Gezien de ligging van het station in de onmiddellijke nabijheid van Slot Charlottenhof kreeg het gebouw een rijker architectonisch ontwerp dan gebruikelijk.
Op verschillende momenten waren er plannen om de voorstadssporen van de Wannseebahn die in Potsdam eindigt via Charlottenhof en Wildpark naar Werder te verlengen of om de halte in de elektrische S-Bahn dienst op te nemen. In 1941 voorzagen de plannen van de Reichsbahnbaudirektion Berlin in de viersporige verlenging van de lijn en de bouw van een centraal perron voor de S-Bahn. De treindiensten tussen Wildpark en Potsdam en Berlin-Wannsee, die in april 1945 vanwege de oorlog waren opgeschort, werden medio juni 1945 hervat. Vanaf 16 februari 1946 werd het voorstadsverkeer beperkt tot het traject Potsdam - Werder. Het zuidelijke spoor werd na het einde van de oorlog ontmanteld.
Op 1 juli 1952 kreeg de halte de naam Potsdam West. Iets verder naar het westen liet de Deutsche Reichsbahn een verbindingsboog bouwen naar de rondweg van Caputh, die op 4 oktober 1952 in gebruik werd genomen. Treinen van Potsdam (vanaf 1960: Potsdam Stadt) naar Caputh hoefden daardoor geen U-bocht meer te maken in Wildpark. De boog werd in het voorjaar van 1962 verlengd tot aan de Havelbrug, zodat er in Charlottenhof twee enkelsporige lijnen waren. Tegelijkertijd werd het zuidelijke perron weer in gebruik genomen. Vanaf 1983 was de lijn Potsdam Stadt - Wildpark weer dubbelsporig. Sinds 23 mei 1993 staat de halte bekend als Potsdam Charlottenhof. In 1995 werd het baanvak uitgebreid gerenoveerd en werden de bruggen over de Havel en de Zeppelinstraße vervangen. Tijdens deze werkzaamheden was de lijn enkelsporig op de as die hij tot 1907 bezette. Tegelijkertijd werden er werkzaamheden uitgevoerd voor de elektrificatie en de ombouw van de besturings- en veiligheidstechniek naar een elektronisch seinhuis.
Sinds maart 2014 zijn de perrons drempelvrij na de installatie van twee liften naast de trappenhuizen. Korte bruggen leiden naar de twee zijperrons.

## Verkeer
Vanaf het begin was Charlottenhof uitsluitend een halte voor passagierstreinen. Langeafstandstreinen en goederentreinen werden er niet afgehandeld. Vanaf 1 december 1891 werd de lijn Berlijn-Potsdam-Werder opgenomen in het Berlijnse voorstadstarief, dat later het S-Bahn tarief werd. Er was ook een aansluiting op het tramnet van Potsdam sinds 30 augustus 1910. In de zomerdienstregeling van 1914 reden er bijna elk uur treinen tussen het Potsdamer Bahnhof in Berlijn en het Wildpark of Werder. Daarnaast reden er dagelijks ongeveer acht paar treinen tussen Berlin Potsdamer Bahnhof en Magdeburg Hauptbahnhof met een stop in Charlottenhof. In de zomer van 1939 was er elk uur een verbinding tussen Berlijn en Werder met voorstadstreinen, die werd verhoogd naar elk half uur tussen Potsdam en Werder. In de spits reden de boosters ook van en naar Berlijn. De reizigerstreinen van Magdeburg reden echter via Charlottenhof. De directe verbinding via de Stammbahn naar Berlijn bestond waarschijnlijk tot maart 1945, tussen juni 1945 en februari 1946 eindigden de treinen in Berlijn-Wannsee, sindsdien in Potsdam.
Vanaf ongeveer 1960 verzorgde de in 1952 aangelegde verbindingsboog naar de ringweg richting Caputh een pendeldienst tussen het station Potsdam Stadt en het station Potsdam Süd (vanaf 1960: Potsdam Hbf, sinds 1993: Potsdam Pirschheide), dat was gebouwd op de kruising van de ringweg en de Berlijnse buitenring, om het nieuwe langeafstandsstation te verbinden met het meer centraal gelegen stadsstation. Als gevolg van de bouw van de Berlijnse Muur op 13 augustus 1961 werd de sinds 1928 bestaande elektrische S-Bahnverbinding naar Berlin-Wannsee achter de Griebnitzsee onderbroken. Tot 9 oktober 1961 was er nog een elektrische pendeldienst op dit traject, die toen werd opgeheven. Als vervanging kwam er een verbinding vanaf de Griebnitzsee, later Babelsberg via Potsdam Stadt en Potsdam West naar Potsdam Hbf. De verbinding reed bijna elk uur. De tot dan toe rechtstreekse treinen tussen Potsdam Stadt en Werder waren daarentegen beperkt tot de daluren van de dag. Na de vreedzame revolutie en de daarmee gepaard gaande opening van de grens werden de verbindingen met Berlijn hersteld.
| Lijn                    | Verloop | (min)      | Uitbater         |
| ----------------------- | --- | ---------- | ---------------- |
| RE 1                    | Brandenburg Hbf – Werder (Havel) – Potsdam Charlottenhof – Potsdam Hbf – Berlin-Wannsee – Berliner Stadtbahn – Erkner – Fürstenwalde (Spree) – Frankfurt (Oder)                                                                | 60         | ODEG             |
| RB 20                   | (Potsdam Griebnitzsee –) Potsdam Hbf – Potsdam Charlottenhof – Park Sanssouci – Golm – Hennigsdorf – Birkenwerder – Oranienburg                                                                                                | 60 (Mo–Fr) | DB Regio Nordost |
| RB 21                   | Potsdam Hbf – Potsdam Charlottenhof – Park Sanssouci – Golm – Wustermark – Dallgow-Döberitz – Berlin-Spandau – Berlin Gesundbrunnen                                                                                            | 60         | DB Regio Nordost |
| RB 22                   | (Potsdam Griebnitzsee –) Potsdam Hbf – Potsdam Charlottenhof – Golm – Potsdam Pirschheide – Flughafen BER – Königs Wusterhausen                                                                                                | 60         | DB Regio Nordost |
| RB 23                   | Golm – Park Sanssouci – Potsdam Charlottenhof – Potsdam Hbf – Potsdam Griebnitzsee – Berliner Stadtbahn – Flughafen BER | 60 (Mo–Fr) | DB Regio Nordost |
| RB 33                   | Potsdam Hbf – Potsdam Charlottenhof – Potsdam Pirschheide – Caputh-Geltow – Caputh-Schwielowsee – Ferch-Lienewitz – Beelitz Stadt – Elsholz – Buchholz (Zauche) – Treuenbrietzen – Treuenbrietzen Süd – Altes Lager – Jüterbog | 60         | ODEG             |
| Stand: 15 December 2024 | |            |                  |